# Parc véhicules ATAG Rome (1928-1945)
 (septembre 2022).
Si vous disposez d'ouvrages ou d'articles de référence ou si vous connaissez des sites web de qualité traitant du thème abordé ici, merci de compléter l'article en donnant les références utiles à sa vérifiabilité et en les liant à la section « Notes et références ».
Les véhicules expérimentaux de la période 1928-1945 du réseau ATAG de Rome appartenaient à un groupe de 31 autobus et 3 remorques utilisés pour le service de transport urbain et de banlieue de la capitale italienne.

## Histoire
Depuis 1928, l'ATAG a expérimenté un grand nombre d'autobus touristiques ou semi-touristiques, même à impériale, avec différents aménagements intérieurs. Deux catégories de véhicules de ce type apparaissent :
- ceux destinés à un usage mixte, sur des lignes urbaines classiques et sur des itinéraires extra-urbains tels que la ligne Rome-Tivoli,
- ceux destinées exclusivement au service de banlieue.

Alors que les premiers sont dans la livrée normale réglementaire de tout matériel roulant urbain, le bi-ton de vert, les seconds respectent la livrée bleu obligatoire, généralement en deux tons, foncé au-dessus de la bande de ceinture et plus clair en dessous. Il peut s'avérer que certains véhicules de l'ATAG ne respectent pas cette règle, parce que ces véhicules peu utilisés sur la ligne de Tivoli, sont aussi utilisés pour des locations privées ou pour des opérations spéciales au service d'événements sportifs et d'événements du régime. (NDR : à l'époque, c'était le Duce, Benito Mussolini, qui gouvernait le royaume d'Italie et qui organisait de nombreuses parades à l'extérieur de Rome comme dans le quartier de l'EUR).
Au cours de la même période, une remorque pour autobus, indépendante de l'autobus et deux ensembles constitués d'un autobus et d'une remorque reliés de manière permanente, chacun avec son propre numéro de plaque d'immatriculation, ont aussi été testés.

## Autobus à usage mixte
Dans la première catégorie on trouve :
- trois autobus à essence construits sur le châssis Lancia Omicron à deux essieux, mis en service entre 1930 et 1931, à deux étages, numérotés 2001, 2003 et 2005 et un véhicule similaire numéroté 2201.
- un autobus Alfa Romeo à trois essieux construit en 1936, avec un moteur diesel, numéroté 2301, qui, dans les archives ATAG est classé dans la catégorie service urbain.

- Voiture 2001 - Construite à l'origine avec un étage supérieur couvert et numérotée DPC 2001 (DPC, pour "Due Piani Coperto" : Deux Étages Couvert), a été modifiée en découvrant le niveau supérieur et simplement renumérotée B.2001,
- Voiture 2003 - Construite avec l'étage supérieur découvert. Initialement numérotée B.2003 DPS (peut-être pour conserver le préfixe "B" pour essence et DPS pour "Due Piani Scoperto" : Deux Étages Ouvert),
- Voiture 2005, semble avoir toujours été à étage supérieur couvert,
- Voiture 2201 - On sait très peu de choses sur cette voiture, si ce n'est qu'au début, elle est numérotée DPC.2201 et ensuite B.2201. Sa hauteur est toutefois inférieure aux trois autres avec un étage supérieur couvert,
- Voiture 2301. Plus récente que les autres, elle semble n'avoir été utilisée que sur les lignes urbaines périphériques de la région de Tiburtina, sur la ligne 210 avant la guerre et sur la ligne 209 après.

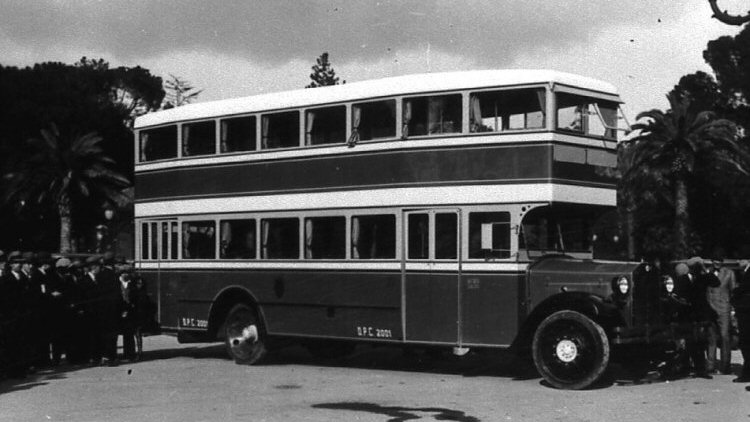
Autobus type D.P.C. Lancia Omicron L (toit couvert)
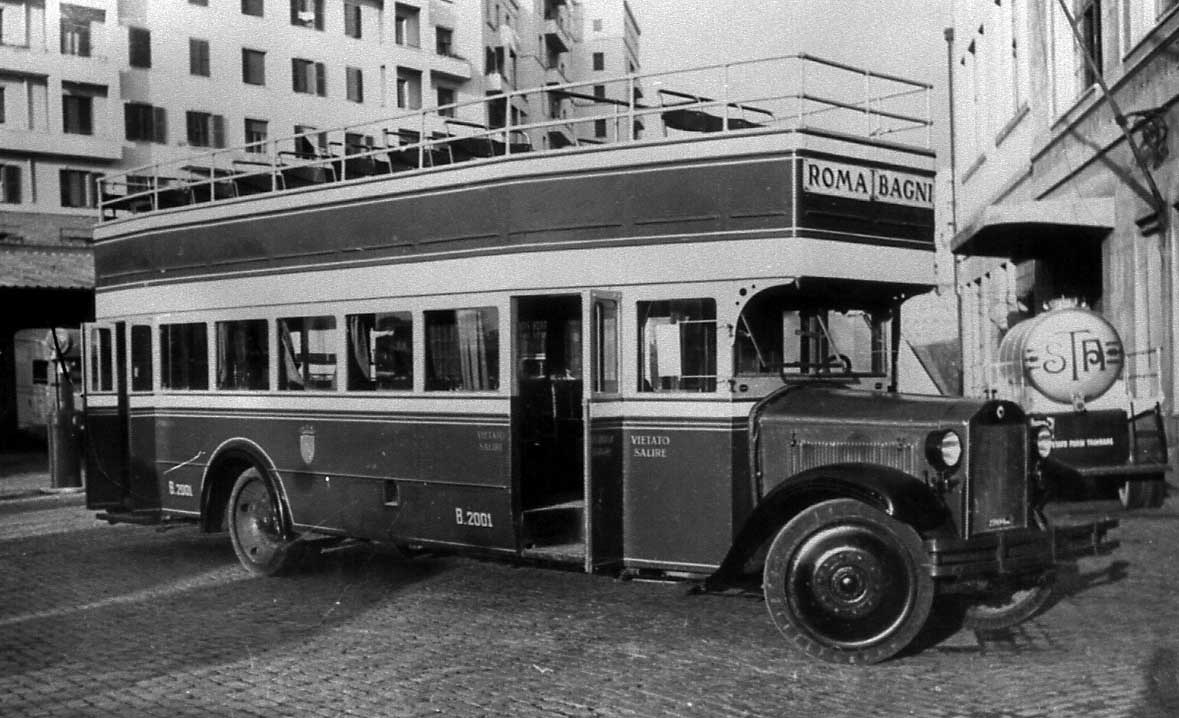
Autobus type D.P.S. Lancia Omicron L (toit ouvert)
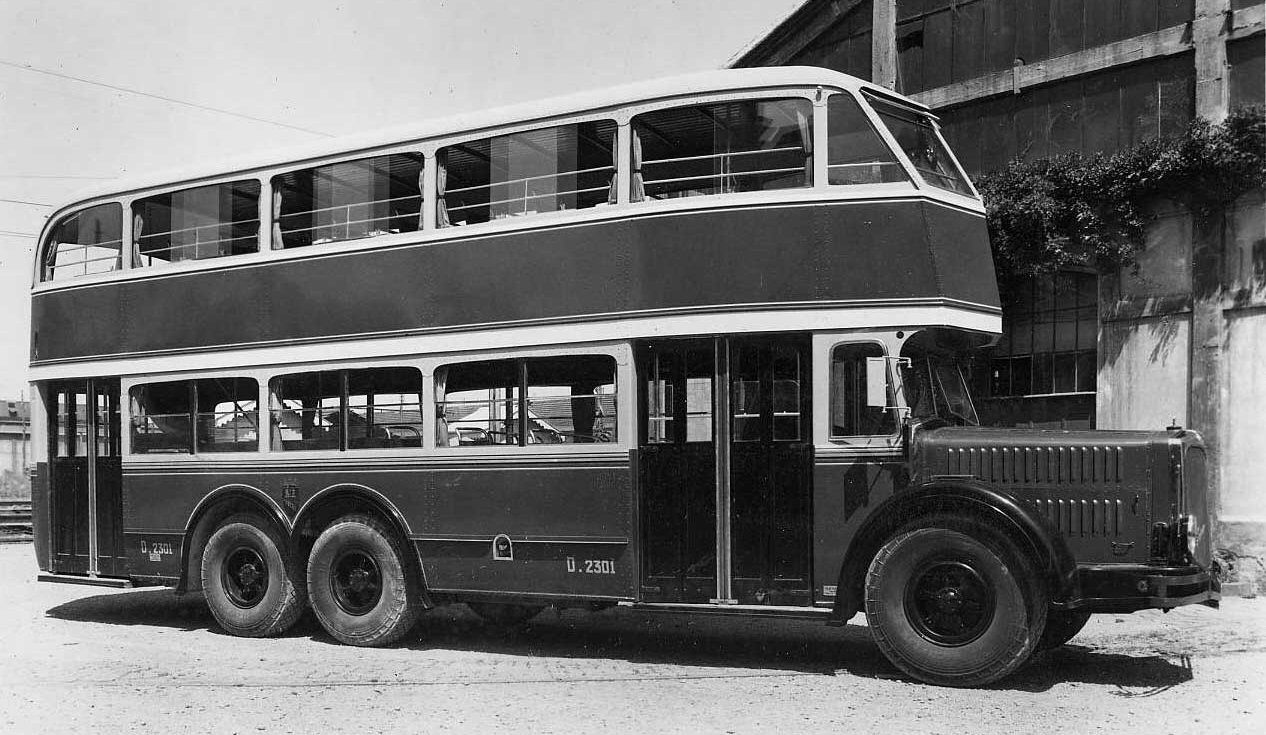
Autobus urbain 2301 Alfa Romeo 110AC

## Autobus destinés au service de banlieue

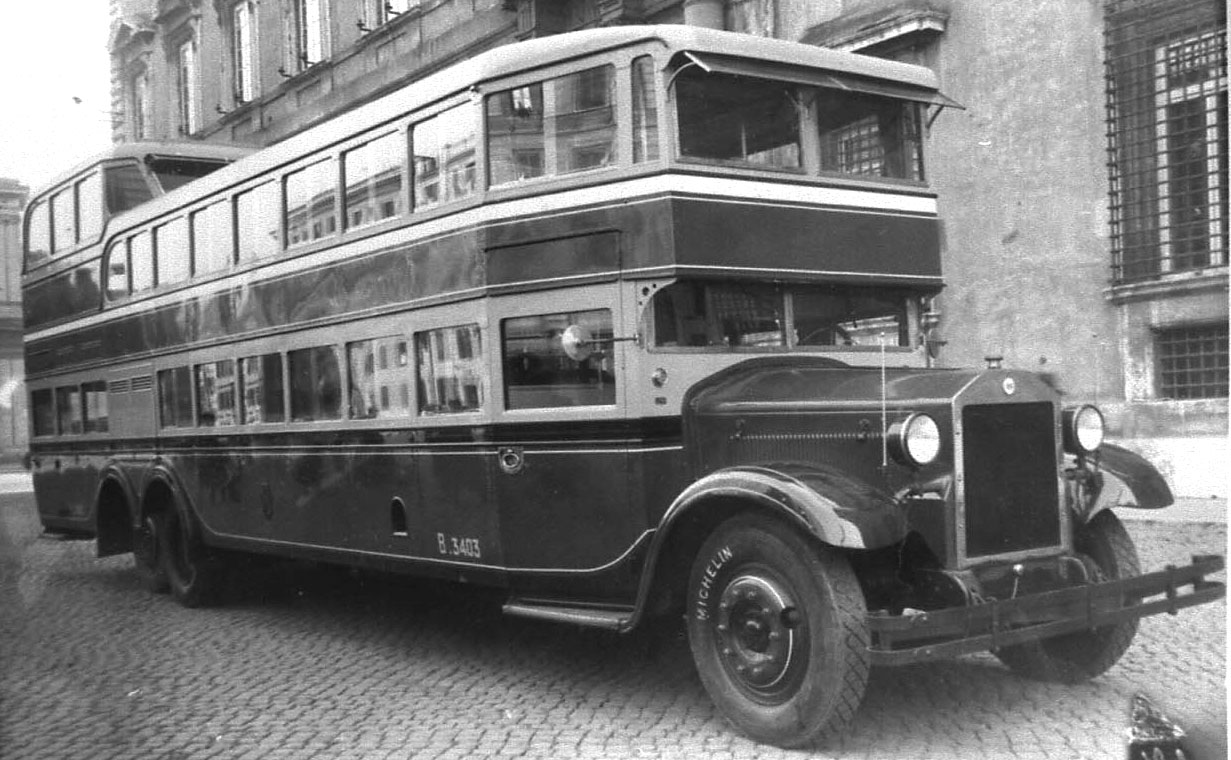
Lancia Omicron 3402 Autoalveare (1932)

NDR : Autoalveare - Autoalvéole - Le terme "autoalvéole" ou "autoruche" semblait avoir été inventé par l'ATAG et faisait référence au fait que les passagers disposaient d'un mini compartiment, un peu comme les abeilles dans une ruche. C'est un type d'aménagement intérieur d'autobus qui est d'origine américaine, comme le prouve une série de voitures en service à Denver à la fin des années 1920.
Dans la deuxième catégorie, il y a tout d'abord les Autoalveare à deux étages N° 3401 et 3403, avec la partie supérieure arrière légèrement coupée.
Il y a aussi une série de voitures spécialement destinées aux lignes de banlieue, mises en service en 1929, auxquelles l'ATAG, au lieu d'attribuer de simples numéros (comme d'autres compagnies de transport pour immatriculer des véhicules similaires), a attribué des codes composés de trois lettres et d'un chiffre, établis selon les règles suivantes :
- 1re lettre : presque toujours "T", pour Torpedo, (mot inventé dans les années 30 pour définir une automobile ouverte aux formes effilées, semblable à une torpille, comme les tramways de la SRTO appelés torpilleurs). Indique un autobus avec capote amovible destiné aux lignes d'autobus saisonniers et de tourisme introduits en 1927. La lettre "V" a aussi été utilisée parfois pour indiquer un véhicule.
- 2e lettre : peut être un "C", "O" ou "T" au sens de coupé pour une voiture qui sur le toit a une partie couverte ou une partie avec une couverture rigide qui n'est que partiellement démontable ; observatoire pour un véhicule entièrement convertible; cabriolet pour une voiture avec une couverture rigide mais amovible avec une partie des côtés;
- 3e lettre : indique le constructeur du matériel roulant avec "A" pour Alfa Romeo, "F" pour Fiat et "L" pour Lancia.

Après ces lettres, qui doit comporter un point entre chaque lettre (T.T.L. mais jamais TTL), est suivie d'un nombre impair pour le matériel moteur qui, pour chaque série démarre de 1, générant ainsi un nombre facile à confondre comme par exemple entre T.T.L.1 et T.C.L.1. Les références sont les suivantes :
- T.C.F., Torpedo Coupé Fiat : douze voitures, N° 1 à 23,
- T.C.L., Torpedo Coupé Lancia : deux voitures, N° 1 et 3,
- T.O.L., Torpedo Observatoire Lancia : deux voitures, N° 1 et 3,
- T.T.A., Alfa Torpedo Transformable : une seule voiture numérotée 1 (la seule qui corresponde aux spécifications prévues pour les autocars de tourisme, livrée en deux tons de bleu, au lieu du rouge réglementaire),
- T.T.F., Fiat Torpedo Transformable : deux voitures, N° 1 et 3, avec des ensembles mécaniques SPA fournis après l'absorption de SPA par Fiat,
- T.T.L., Lancia Torpedo Transformable : deux voitures N° 1 et 3, à deux essieux et deux voitures N° 31 et 33 à trois essieux,
- V.O.L., Véhicule Observatoire Lancia : une seule voiture N° 1 (appelée Véhicule et non Torpedone, peut-être pour ne pas le confondre avec TOL.

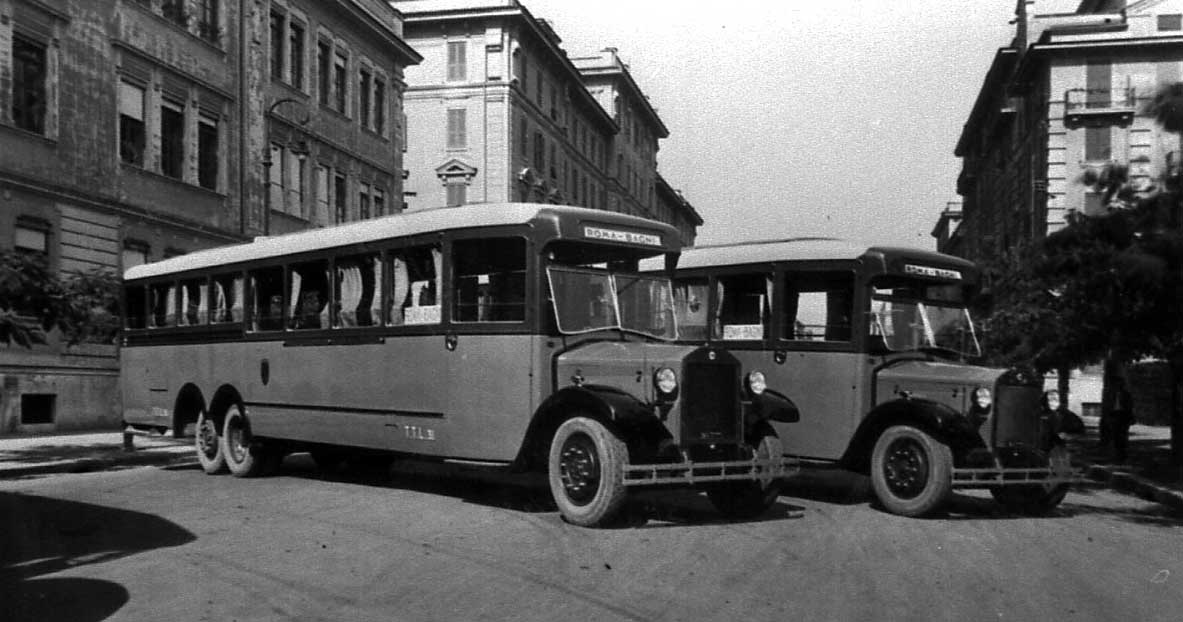
T.T.L. Lancia Omicron L à 3 essieux
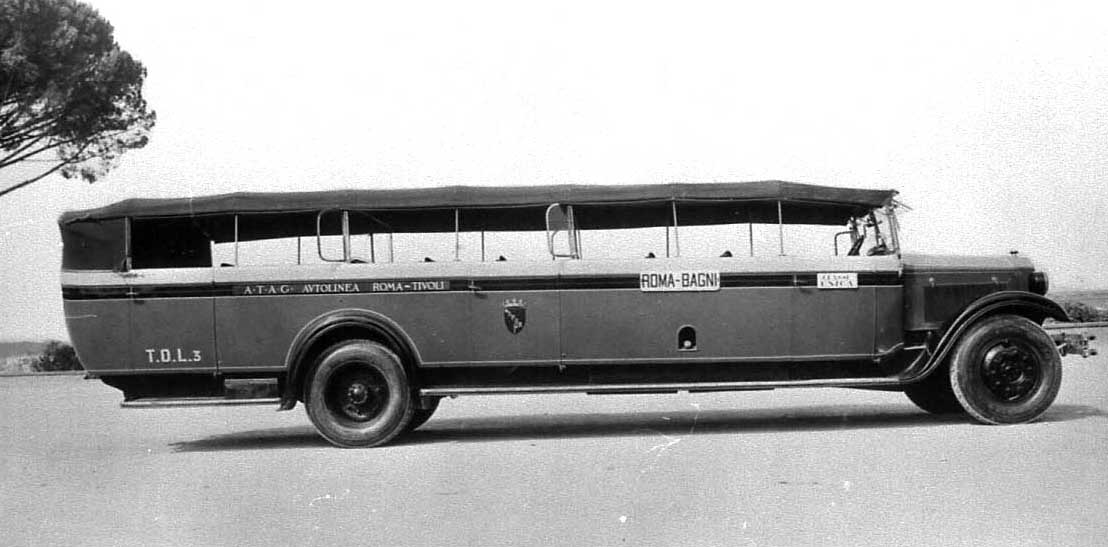
T.O.L. Lancia Omicron
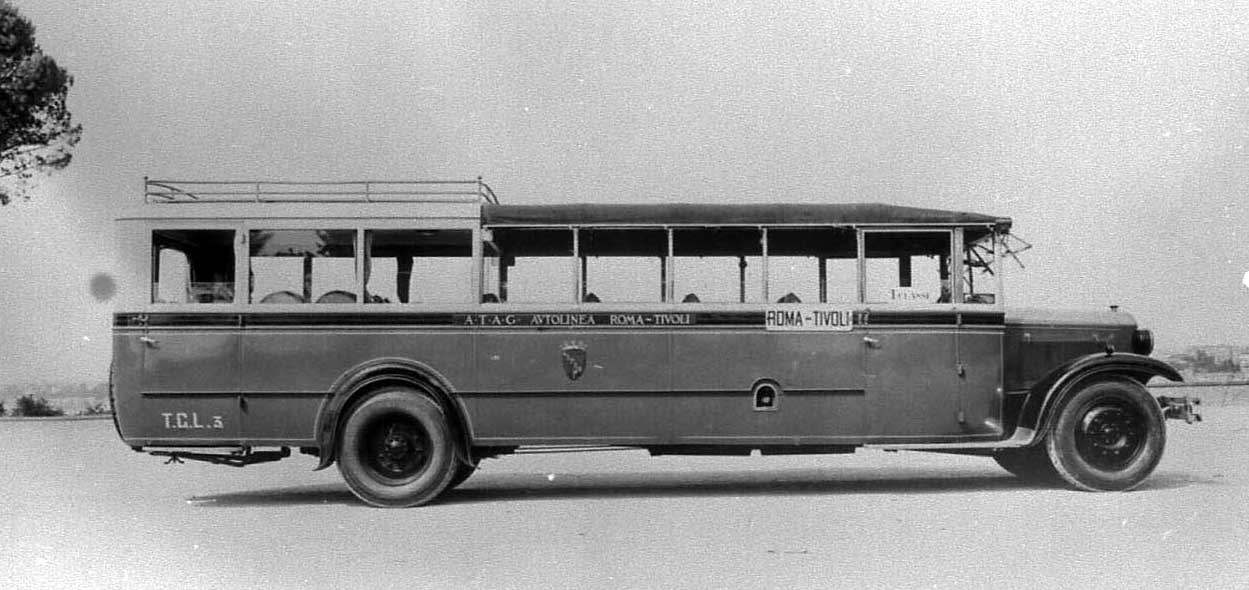
T.C.L. Lancia Omicron
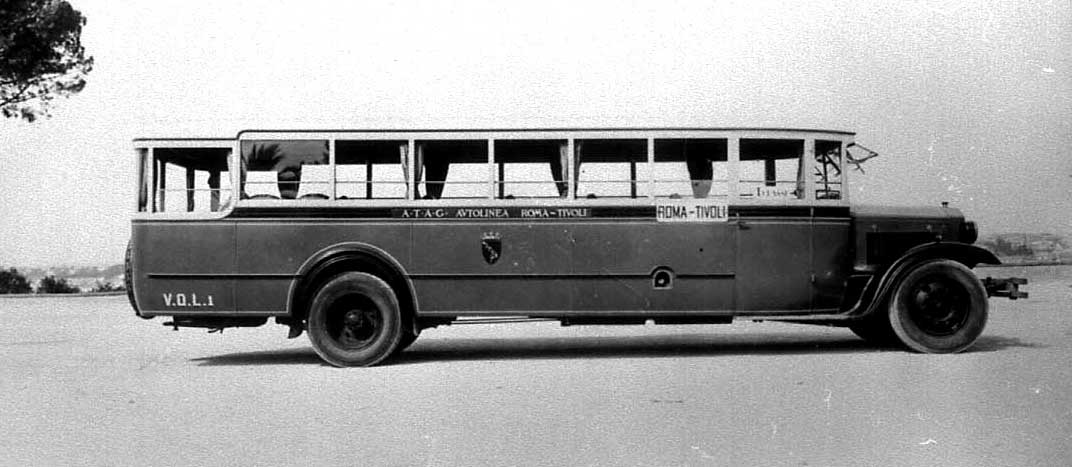
V.O.L. Lancia Omicron

## Autobus avec remorques
En 1932, la Carrozzeria Macchi de Varese a fourni à l'ATAG une remorque pour autobus à deux essieux, avec accès central de communication avec l'autobus, couplée à l'autobus Alfa Romeo 40NN N° 1409. Cette remorque, suivant la règle de l'entreprise, porte le numéro 102 (numéro pair), même si ce numéro a déjà été utilisé pour une remorque de tramway en 1911. L'attelage entre les deux éléments est réalisé selon le principe inventé par un ingénieur de l'entreprise, Ambrogio Baratelli.
Le principe du système d'articulation des autobus est dû à un ingénieur du bureau d'études Macchi qui, en 1934 en a déposé le brevet. Le principe était basé sur un concept inventé par Ambrogio Baratelli.

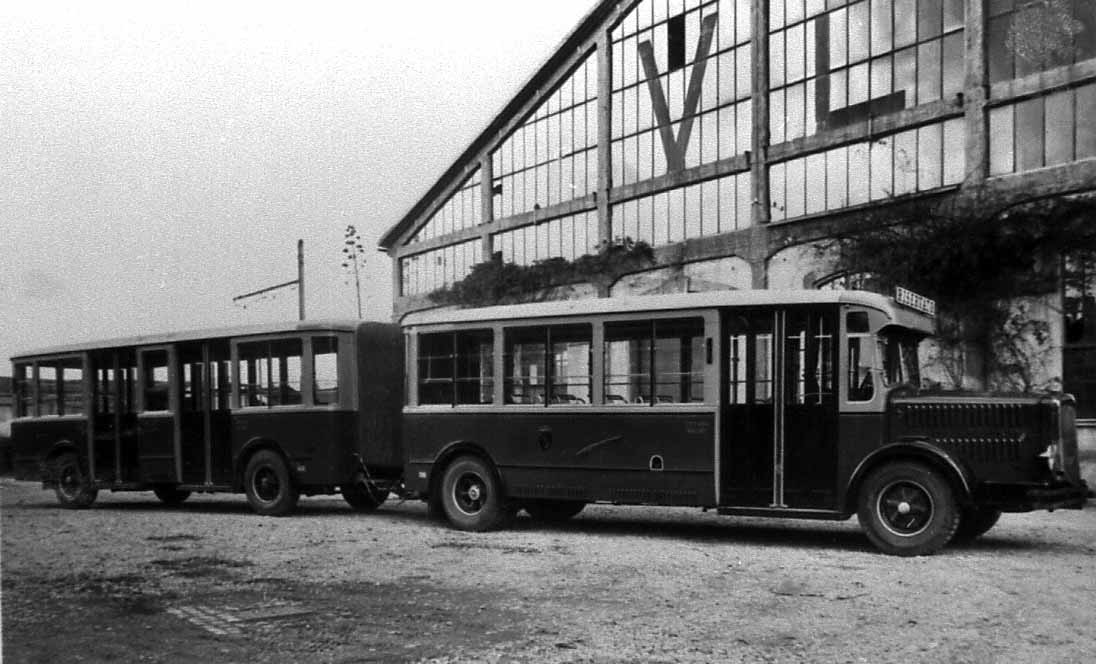
Autobus articulé Alfa Romeo expérimental 85A Macchi M1-R2

Deux ans plus tard, Alfa Romeo fournit à l'ATAG deux véhicules composés d'un autobus tracteur sur mécanique 85-A et d'une remorque Macchi. Dans ce cas, nous trouvons l'autobus et la remorque couplés de manière stable avec le même système breveté Baratelli. Bien que chaque ensemble autobus-remorque constitue une unité indissociable, il comporte des numéros distincts avec le code "M" pour l'autobus et "R" pour la remorque. C'est ainsi que l'on trouve les ensembles M1-R1 et M3-R3. Ils vont très rapidement être renumérotés M1-R2 et M3-R4. L'un des deux convois est exposé lors d'une exposition internationale à Bruxelles. Le brevet a été acheté par beaucoup de constructeurs étrangers pour produire ce type d'autobus. Les M1-R2 et M3-R4 étaient destinés à la ligne Rome-Tivoli, mais ils seront aussi utilisés sur la ligne 210. Le premier convoi a été radié en 1951 quant au second, toutes les archives ont été détruites dans les bombardements de 1943.

## Numérotation
| numéro                           | nombre | année   | châssis           | essieux | carrosserie | moteur      | alimentation(*) | puissance ch | longueur (mm) | poids à vide (t) | notes |
| -------------------------------- | ------ | ------- | ----------------- | ------- | ----------- | ----------- | --------------- | ------------ | ------------- | ---------------- | ----- |
| 2001-2005                        | 3      | 1930-31 | Lancia Omicron L  | 2       | Macchi      | Lancia 77   | B               | 92           |               |                  | 1     |
| 2201                             | 1      | 1931    | Lancia Omicron L  | 2       | Macchi      | Lancia 77   | B               | 92           |               |                  |       |
| 2301                             | 1      | 1936    | Alfa Romeo 110-AC | 3       | Macchi      |             | D               |              |               |                  | 2     |
| 3401-3403                        | 2      | 1932    | Lancia Omicron L  | 3       | Macchi      | Lancia 77   | B               | 92           |               |                  | 3     |
| T.C.F. 1-23                      | 12     | 1933    | Fiat 635-R        | 2       |             | Fiat 235    | B               | 65           | 7400          | 5,5              | 4     |
| T.C.L. 1-3                       | 2      | 1929    | Lancia Omicron L  | 2       |             | Lancia 77   | B               | 92           |               |                  |       |
| T.O.L. 1-3                       | 2      | 1929    | Lancia Omicron L  | 2       |             | Lancia 77   | B               | 92           |               |                  |       |
| T.T.A. 1                         | 1      | 1934    | Alfa Romeo 3000   | 2       |             | A.R. RNL    | B               | 55           | 5500          | 2,52             |       |
| T.T.F. 1-3                       | 2      |         | SPA 30            | 2       |             |             | B               |              |               |                  | 5     |
| T.T.L. 1-3                       | 2      | 1929    | Lancia Omicron L  | 2       |             | Lancia 77   | B               | 92           |               |                  |       |
| T.T.L. 31-33                     | 2      | 1934    | Lancia Omicron L  | 3       |             | Lancia 77   | B               | 92           |               |                  | 6     |
| V.O.L. 1                         | 1      |         | Lancia Omicron L  | 2       |             | Lancia 77   | B               | 92           |               |                  |       |
| Véhicules articulés et remorques |        |         |                   |         |             |             |                 |              |               |                  |       |
| M1-R2 M3-R4                      | 2      | 1936    | Alfa Romeo 85-A   | 2+2     | Macchi      | A.R. F6M317 | D               | 110          |               |                  | 7     |
| 102                              | 1      | 1934    |                   | 2       | Macchi      |             |                 |              | 6400          |                  | 8     |

(*) Systèmes d'alimentation d'origine.
- 1. Voitures à deux étages pour les lignes de banlieue avec pont supérieur non couvert. La voiture 2001, numérotée B.2001 D.P.S. (Deux Étages Découvert), a été modifiée en recouvrant l'étage supérieur et renumérotée D.P.C. 2001 (Deux Étages Couvert), puis simplement B.2001. La voiture 2003, aussi à deux étages avec le niveau supérieur non couvert, était numérotée B.2003 D.P.S., puis simplement B.2003. La voiture 2005 semble identique à la voiture 2003. Les voitures 2001 et 2003, ont été renumérotées 1853 et 1851 en 1951, lorsque le groupe 1981-2009 est arrivé,
- 2. Voiture à deux étages restée en service jusqu'en 1955, d'une hauteur 4,50 m. Elle est renumérotée 3311 en 1955, à la suite de l'entrée en service des Fiat 405 du groupe 2301-2409.
- 3. Voitures de type "autoruche" à deux étages et demi utilisées sur la ligne Rome-Tivoli et d'autres lignes, comme par exemple, sur le front de mer Lido d'Ostia en (1939), équipées d'un moteur Lancia 77. L'ATAG les avait d'abord numérotées 3001 et 3003.
- 4. Voitures équipées d'un servofrein. Certaines voitures étaient équipées du moteur Fiat 236-A de 75 ch. La voiture T.C.F. 13 a été modifiée en janvier 1939 en montant un moteur Lancia 77 en remplacement du Fiat 235 d'origine,
- 5. Voitures commercialisées sous la marque Fiat mais construites par SPA avant son absorption par le géant turinois. Année de construction réelle et mise en service à Rome indéterminée. Vraisemblablement acheté à une autre entreprise et non à l'usine,
- 6. Moteur Lancia 77 remplacé par le moteur Lancia 90 sur la voiture T.T.L. 33 en 1937,
- 7. Ensembles articulés composés d'un autobus et d'une remorque, les deux à deux essieux, couplés en permanence. Initialement numéroté M1+R1, M3+R3. La partie remorque de l'ensemble M1+R1 portait initialement le numéro d'immatriculation 1051,
- 8. Remorque à deux essieux, destinée à être tractée par l'autobus 1409.